# Éternel espoir
Pour plus de détails, voir Fiche technique et Distribution.
Éternel espoir est un film français réalisé par Max Joly et sorti en 1952.

## Fiche technique
- Titre : Éternel espoir
- Réalisation : Max Joly
- Scénario : Max Joly, Paul Pavaux et Camille Ferrand
- Décors : James Allan
- Photographie : Jean Lehérissey
- Musique : Robert Lopez
- Production : Paul Pavaux
- Sociétés de production : Essor Cinématographique Français et La Française
- Pays de production :  France
- Format : Noir et blanc - 1,37:1 - Mono
- Genre : Drame
- Durée : 98 minutes
- Date de sortie : 
  - France - 24 juin 1952

## Distribution
- Nicolas Amato
- Michel Ardan : Alexandre Valon
- Josée Ariel
- Alain Bouvette
- Marcel Delaître
- Édouard Delmont : Le grand-père Valon
- Maurice Favières : Antoine Valon
- Georges Galley : Gilbert Valon
- Jean-Pierre Mocky : Le violoniste
- Claire Olivier : La grand-mère Valon
- Raymond Pélissier
- Robert Seller